# Confit d'ànec
El confit d'ànec és un menja feta de carn d'ànec. A Gascunya, origen de la tradició del confit d'ànec, tots els trossos d'ànec serveixen per a elaborar el plat i cada part té un ús concret en la cuina tradicional, utilitzant-se per exemple el coll en la garbura. El confit d'ànec també és un ingredient tradicional en moltes versions del cassolet.
El confit es prepara en un mètode de conservació centenari que consisteix a salar un tros de carn (generalment d'oca, ànec o porc) i després cuinar-lo en el seu propi greix. La carn es frega amb sal (que actua com a conservant), all i, de vegades, herbes aromàtiques com la farigola, es tapa i es guarda fins a 36 hores, abans de coure-la al forn a baixa temperatura.
El confit també es ven en llaunes de conserva, que es poden conservar durant diversos anys. El saborós greix del confit també es pot utilitzar de moltes altres maneres, com a mitjà per a fregir verdures saltejades o bolets, torrades salades, remenats d'ous o truites, i com a ingredient per a la pasta brisa de pastissos i quiches.
Una recepta clàssica és fregir les cuixes d'ànec amb una mica de greix fins que estiguin ben daurades i cruixents, i utilitzar més greix per a rostir unes patates i uns alls com a acompanyament. Les patates rostides amb greix d'ànec per acompanyar el confit cruixent s'anomenen pommes de terre à la sarladaise.